# Castulo
Pour les articles homonymes, voir Castulo (homonymie).
Castulo (en espagnol : Cástulo ; en ibère : Kastilo ; en grec ancien : Κασταλῶν) est une ancienne cité ibère, capitale de l'Oretania. L'antique cité est localisée près de l'actuelle ville espagnole de Linares, à environ 5 km en direction de Torreblascopedro. L'accès au site se fait à travers un embranchement sur la route JA-4102 (Linares-Torreblascopedro). Près du site archéologique se trouve un centre d'interprétation pour la réception de visiteurs.
Des preuves de présence humaine datant du Néolithique ont été retrouvées sur ce lieu. Le peuple des Oretani était le nom de la tribu ibérique qui s'était installée dans ce lieu, proche du fleuve Guadalquivir, dès le VIe siècle av. J.-C. D'après la légende, une princesse locale nommée Himilce aurait épousé Hannibal Barca, ce qui permit à la ville de s'allier avec Carthage.
Tite-Live fait une description de la cité dans son histoire romaine.

## Localisation
La ville ibéro-romaine de Castulo est localisée dans le Haut-Guadalquivir, plus précisément dans les contreforts de la Sierra Morena qui fait le lien avec le plateau péninsulaire[Quoi ?]. La cité est installée sur l'une des terrasses de la rive gauche du Guadalimar à environ 300 mètres au-dessus du niveau de la mer. Elle surplombe la vallée et jouit ainsi d'un point de vue très ouvert.[réf. nécessaire]

## Histoire
L'une des caractéristiques du territoire de Castulo est son occupation ininterrompue depuis la fin du IIIe millénaire av. J.-C. jusqu'au XVe siècle qui marque l'abandon de la ville. Cette cessation de l'occupation a favorisé la conservation du patrimoine archéologique jusqu'à aujourd'hui.

### Origine
Les premières installations sur le site remontent à la fin du Néolithique, période pendant laquelle se sont développées des sociétés villageoises liées à une économie agraire naissante et qui apparaît dans les couches archéologiques inférieures de la ville ibéro-romaine.[réf. nécessaire]
Au IIe millénaire av. J.-C., au cours de l'âge du bronze, Castulo devient un pôle de premier plan dans la région de la Sierra Morena avec ses activités d'extraction importantes et son activité métallurgique liée au cuivre, au plomb et à l'argent. Les recherches récentes sur les origines de la métallurgie dans les contreforts méridionaux de la Sierra Morena ont revalorisé le rôle de Castulo comme le centre important de la région, période à laquelle des contacts culturels sont détectés avec les communautés métallurgiques du sud-est de la péninsule Ibérique (El Argar) et où se produisent des changements importants dans l'organisation sociale du fait de la spécialisation dans l'activité minière.[réf. nécessaire]
L'âge du bronze est bien documenté dans le territoire de Castulo, notamment à travers le peuplement de La Muela. Elle s'étendait de la pente sud-est de la colline qui porte son nom jusqu'à la rive droite du Guadalimar, qui coïncide aujourd'hui avec le lieu où passe le chemin de fer. Différents lieux de peuplement sont situés sur cet espace dont le temple-palais de La Muela, édifié aux VIIIe – VIe siècle av. J.-C., qui semble être identifié comme un palais aristocratique. Cette étape de l'âge du bronze montre Castulo comme un centre avancé dans la périphérie de la culture tartésienne, et qui aurait de plus exercé un rôle de récepteur primaire des intérêts miniers grecs et phéniciens du Haut-Guadalquivir.[réf. nécessaire]

### Époque ibérique
L'échec dans les relations avec le Bas-Guadalquivir au VIe siècle av. J.-C. lors de l'introduction de la technologie du fer par rapport à l'utilisation du bronze, provoque l'apparition de la culture ibérique régionale. Aux Modèle:-sp-VII surgit une aristocratie locale qui, une fois consolidée, modifie les processus historiques en changeant la logique d'installation et du modèle urbain. C'est à ce moment que les habitants de La Muela se déplacent au sommet de la colline qui porte ce nom, en donnant naissance à l'emplacement historique de la ville ; c'est sur ce lieu qu'est édifié l'oppidum de Castulo, entourée de murailles adaptées aux contours du plateau. Les murailles dans leur état présent montrent des rénovations postérieures à l'époque ibérique. Les vestiges conservés au sommet de la colline et sur le versant nord, partiellement fouillés dans les années 1970, ont mis au jour une partie des fortifications antérieures épaisses de 1,5 m, faites de blocs de pierre dégrossie liés par de la boue et qui sont renforcés avec des bastions quadrangulaires dans les points d'inflexion du tracé.[réf. nécessaire]

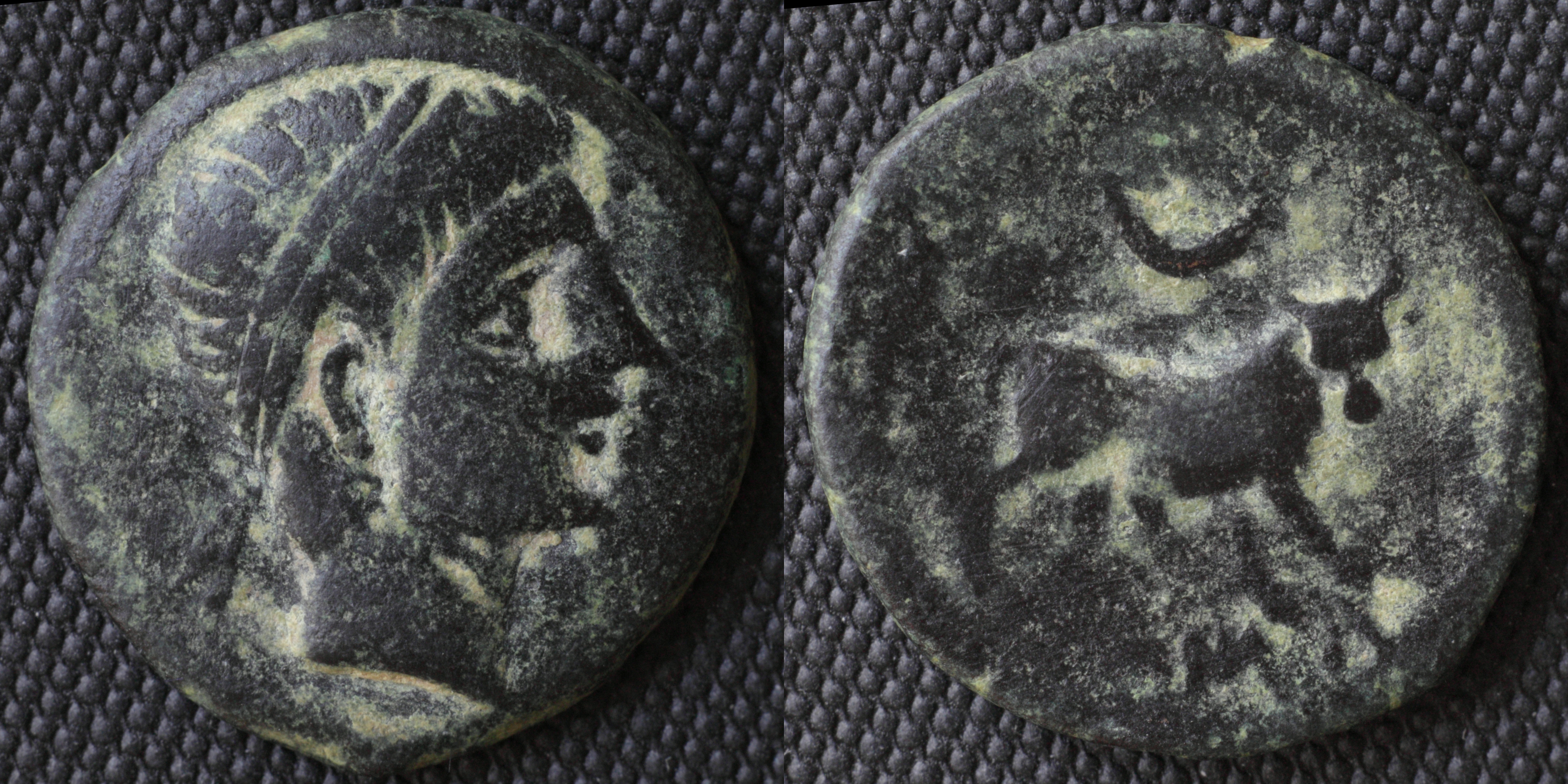
Avers : tête avec diadème
Revers : taureau surmonté d'un croissant
Semis de bronze fait à Castulo avant 214 - 212 av. J.C.

Le lieu constitue le noyau historique principal de population de l'Oretania, en étant l'oppidum indigène le plus étendu de la péninsule, avec notamment la présence d'un atelier monétaire frappant ses propres monnaies. Des témoignages issus de la période antique font référence à la cité et à ses personnages les plus illustres, en montrant le rôle principal de Castulo durant la deuxième guerre punique en tant qu'allié de Carthage et en établissant des alliances matrimoniales entre les deux peuples comme lors du mariage d'Hannibal avec la princesse indigène Himilce.[réf. nécessaire]
Cependant, les connaissances archéologiques de cette période ne sont pas encore complètes, même si certains vestiges ont été retrouvés dans des édifices romains. Seule la culture ibérique à travers le monde funéraire semble avoir été étudiée à Castulo. Les nécropoles de Casa Blanca, Baños de La Muela, Los Patos, Estacar de Luciano, Cerrillo de los Gordos, Los Higuerones, Puerta Norte, Molino de Caldona et Estacar de Robarinas semblent avoir été fouillées complètement, ce qui a permis l'étude des pratiques funéraires ibériques à Castulo du IVe siècle av. J.-C. au Ier siècle. Ainsi on peut constater que le rite d'incinération perdure jusqu'à la moitié du Ier siècle, quand apparaissent les premières inhumations dans la région. Les tombes locales sont souvent regroupées autour d'une tombe principale, dans laquelle le trousseau inclut objets exotiques et éléments de prestige qui soulignent les relations de dépendance de type « clientélisme » à l'intérieur des groupes aristocratiques.[réf. nécessaire]

### Époque romaine
En 213 av. J.-C., Castulo fut le site de la victoire écrasante d'Hasdrubal Barca sur l'armée romaine lors de la bataille du Bétis avec une armée d'environ 40 000 soldats carthaginois plus des mercenaires locaux ibériques. Mais les relations avec Carthage se dégradent lorsque l'aristocratie locale souscrit un pacte avec Scipion l'Africain, général de la République romaine, dans les dernières années du IIIe siècle av. J.-C. Ce traité permet à la cité de garder son indépendance en maintenant ses institutions traditionnelles de gouvernement au lieu de devoir subir la présence d'une garnison romaine ; la cité devient un peuple fédéré de Rome. C'est alors que commence le processus de romanisation de la ville, qui culmine à l'époque impériale quand Castulo devient une cité de droit latin. De cette époque, nous conservons aujourd'hui les vestiges de certains des grands travaux publics qui ont été réalisés. À l'extrémité nord-ouest de la colline de La Muela, les principaux lieux de distribution de l'eau à la ville sont observables, alimentés par un aqueduc dont des piliers sont encore visibles au nord des murailles. Au sud des citernes, se distingue une dépression semi-circulaire, bornée dans un côté par les piliers de mortier, qui devait être la base des gradins du théâtre. Depuis l'actuelle Cortijo de Santa Eufemia en direction du château, la répartition spatiale montre les projections du réseau hydraulique dans différentes parties de la ville.[réf. nécessaire]
Un autre domaine à mettre en évidence et qui montre l'empreinte romaine sur la ville est la dénommée villa urbaine d'Olivar, située dans la zone centrale et orientale de la meseta. Elle se compose d'une série de pièces de l'époque du Haut-Empire, avec un éventuel usage public, liées aux thermes, chauffées par hypocauste et dont le sol est recouvert par le système d'opus spicatum.[réf. nécessaire]
Ces installations de la villa urbaine d'Olivar sont utilisées jusqu'à l'Antiquité tardive, quand une série de rénovations très visibles est introduite et qui semble impliquer une transformation de la villa à l'extrémité est du forum de la cité ; ces transformations peuvent éventuellement être associées à des besoins religieux. À cette période, il est possible de constater que la ville a déjà commencé à perdre de la population. L'apparition et le développement de sépultures intra-muros dans les strates archéologiques des Ier siècle et IIe siècle marquent le début du dépeuplement de la cité.[réf. nécessaire]
En dehors du plateau, l'occupation romaine du territoire de Castulo n'est pas exclusive à la zone où l'eau était puisée ou à la nécropole ; près de Torrubia par exemple, une grande villa romaine située à côté de ce qui semble être les vestiges de la via Augusta est encore visible, cette voie était l'axe principal de communication de l'Hispanie romaine qui reliait la ville au Bas-Guadalquivir et au nord-est de la péninsule.[réf. nécessaire]

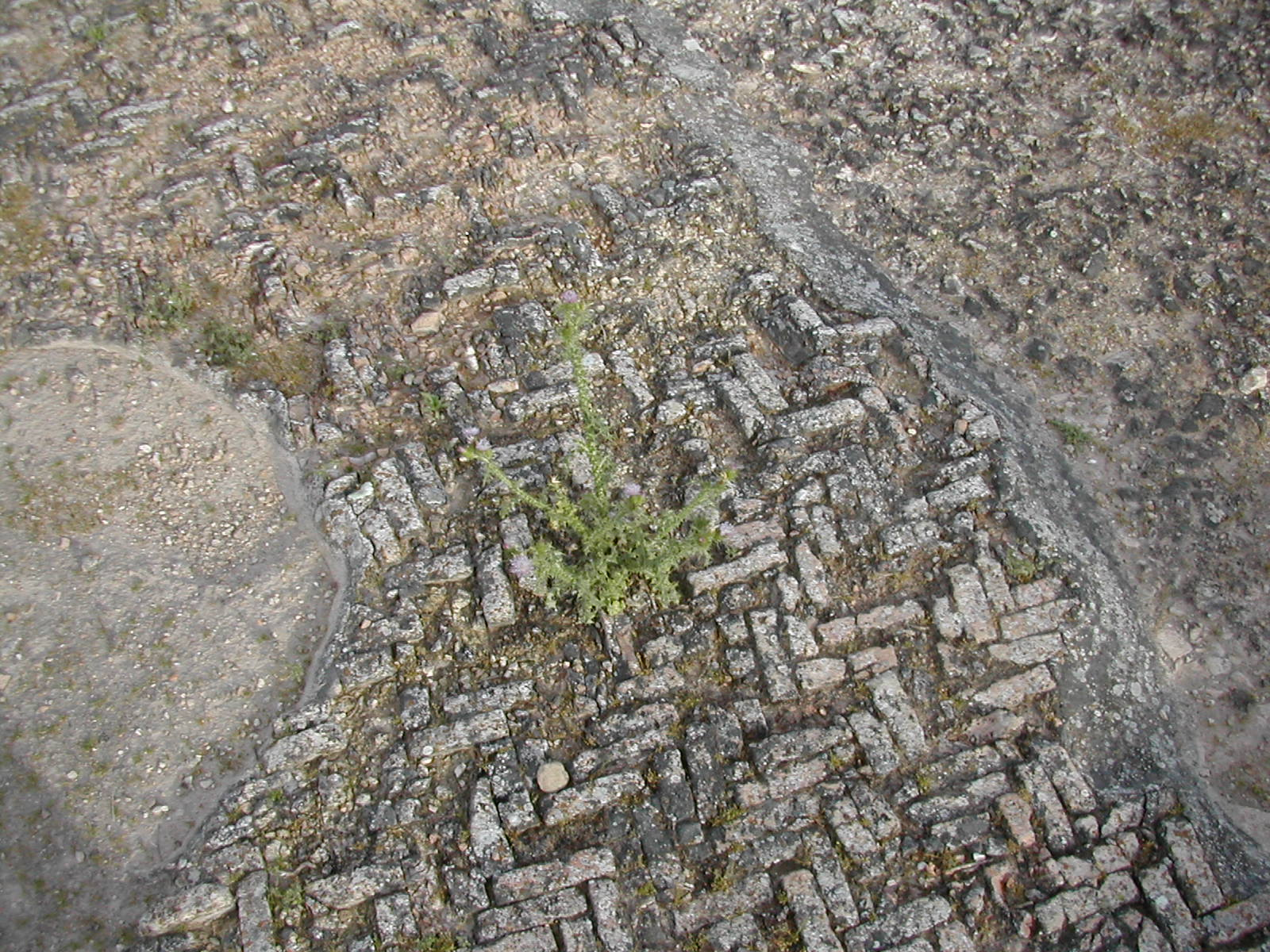
Opus spicatum du forum romain de Castulo.

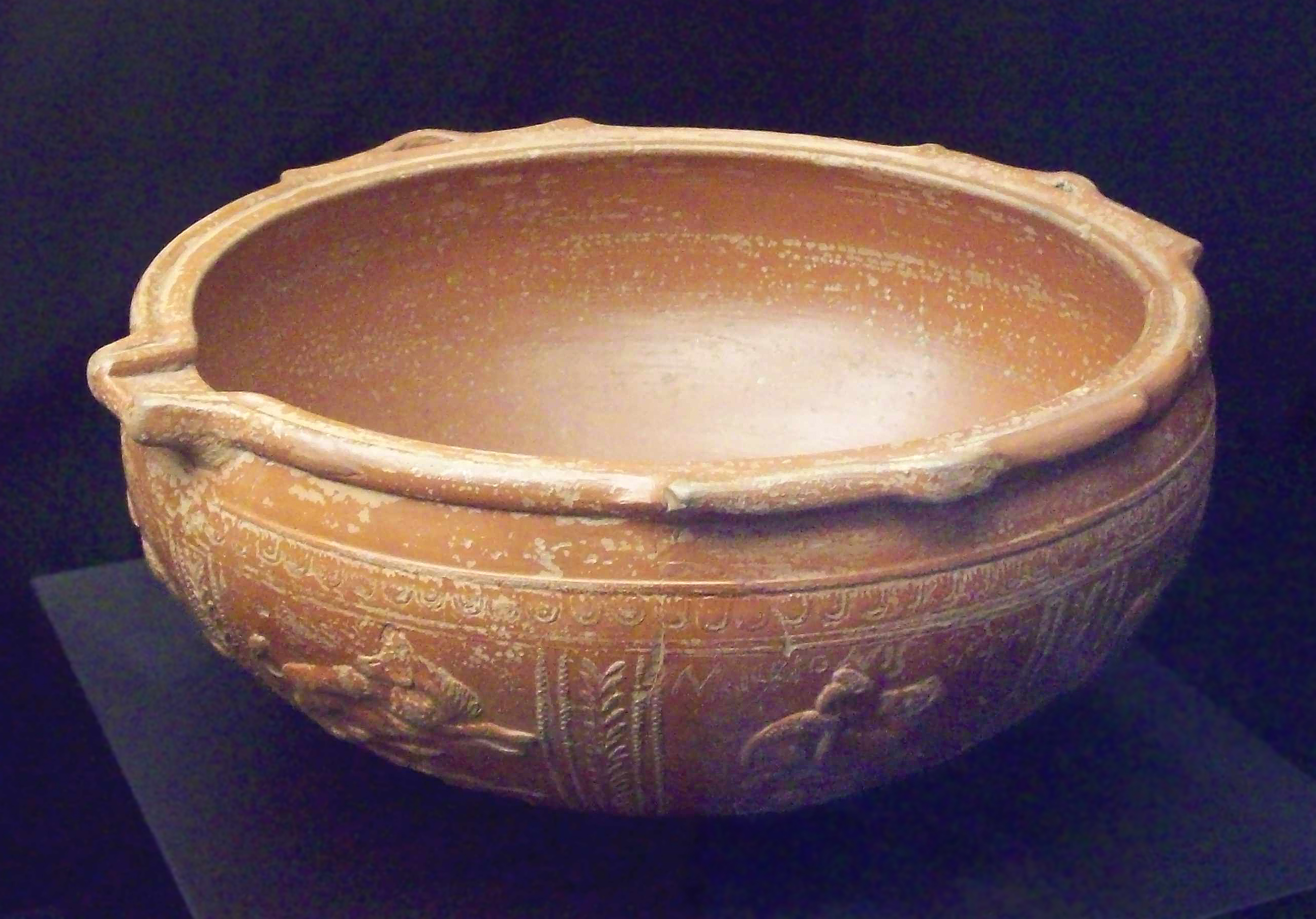
Bol romain datant du I trouvé à Castulo.

L'itinéraire d'Antonin est le seul document dans lequel apparaît une voie de circulation entre Castulo et Malaca (es) au sud sur la côte : cette route n'est pas mentionnée dans les autres documents connus qui se réfèrent aux voies de communication terrestres, comme l'Anonyme de Ravenne ou les gobelets de Vicarello.

### Époque médiévale
L'abandon de la colline de La Muela est évident à partir de la période islamique, au cours de laquelle seuls des vestiges isolés sont connus sur le site de la ville romaine, le centre de population se déplace sur la colline, où se dresse une forteresse connue sous le nom de château de Santa Eufemia. De cette période, le lieu de Castulo ne semble conserver de seulement visible que la tour centrale de la forteresse, de plan rectangulaire et construite avec du mortier, ainsi que quelques fragments de peinture sur la muraille extérieure qui sont conservés dans les restes des six tours.[réf. nécessaire]
À l'époque médiévale de Castulo (en arabe : Qastuluna), il fut trouvé au nord de la zone archéologique, dans la zone près de l'actuelle Fontanar, ce que l'on pourrait traduire comme le noyau urbain le plus important de cette époque, notamment à l'époque de l'émirat.[réf. nécessaire]
Au XIIIe siècle, Castulo est conquise par Ferdinand III de Castille durant la campagne de Baeza et qui met en place progressivement un conseil municipal jusqu'au milieu du XIVe siècle la ville passe sous la juridiction de Linares.[réf. nécessaire]

### Époque moderne
Au cours du XVe siècle, la ville procède à la démolition des défenses du château de Santa Eufemia et les vestiges de ce dernier servent comme refuge pour les bandits et les voleurs de grand chemin ; après deux tentatives infructueuses pour repeupler le lieu, il est finalement abandonné. Peu de temps après est érigé l'ermitage de Santa Eufemia, qui est resté en fonctionnement jusqu'au XVIIIe siècle, quand les terres de Castulo furent réparties entre les différents voisins de Linares. Aujourd'hui, les traces de l'ermitage sont presque imperceptibles dans le paysage.[réf. nécessaire]

### Époque contemporaine
Aux XIXe et XXe siècle, la ville et son territoire sont considérés comme un espace rural. Les fermes et hameaux dispersés y ont réutilisé des éléments de Castulo qui constituent des éléments archéologiques de première importance ; on peut voir de ces éléments réutilisés à Cortijo del Álamo.

## Investigation et fouilles archéologiques

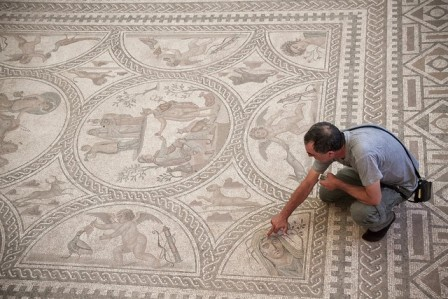
Marcelo Castro commentant un détail de la mosaïque des amours.

Castulo est mentionné dans le Diccionario geográfico-estadístico-histórico de España y sus posesiones de Ultramar de Pascual Madoz.
Les recherches, les prospections et les fouilles réalisées sur le site se sont développées sans arrêt de 1969 à 1983 (notamment grâce à José María Blázquez Martínez), et après plus sporadiquement, jusqu'en 1991, date à laquelle les fouilles ont cessé à cause de questions administratives. Les recherches archéologiques dirigées par Marcelo Castro ont repris à partir de 2011, avec la création du Conjunto Arqueológico de Cástulo et avec le projet de recherche Forum MMX. Cela a permis de dégager des vestiges de bâtiments publics, plus précisément un temple datant probablement de l'époque impériale (IIe siècle) qui comprend un sol composé de mosaïque dans un excellent état de conservation ainsi que des murs en stuc comprenant des motifs géométriques. La présence d'un marché semble également attestée.  La découverte de deux lampes à huile gravées d'une menorah permettrait d'attester l'existence d'une communauté juive à Castulo au ive siècle et même d'une synagogue dans un bâtiment que l'on croyait jusqu'alors être une église,.

#### Ouvrages
- (es) José María Blázquez Martínez, Cástulo II, Madrid, 1979.
- (es) José María Blázquez Martínez, Cástulo, ciudad ibero-romana, Madrid, Istmo, 1994.
- (es) R. Contreras, Castulo I, Madrid, 1975.
- (es) Santiago Prado Toledano, Cerámicas del complejo habitacional del Olivar de Cástulo, Linares, 1995 (lire en ligne).

#### Article et chapitre
- (es) José María Blázquez Martínez et M. P. García-Gelabert, « Castulo », dans Filippo Coarelli, Mario Torelli et J. Uroz, Conquista romana y modos de intervención en la organización urbana y territorial, Rome, Dialoghi di Arqueologia 10, 1992, p. 165-175.
- (es) R. Contreras de la Paz, « Un gran bienhechor de Castulo: Quinto Torio Culeón », Oretania, no 20,‎ 1965, p. 63-96.